# 1914年10月5日空戰
1914年10月5日空戰是歷史上第一場空戰勝利，發生在法國的兰斯上空。法國下士路易·奎諾乘坐由約瑟夫·法蘭茲中士駕駛的Voisin III，擊落了一架德國Aviatik B.I偵察機。